# Павук, Ольга Андреевна
Ольга Андреевна Павук (латыш. Olga Pavuka; род. 12 января 1948, Рига) — советский и латвийский экономист, доктор экономики, ассоциированный профессор, журналистка, редактор, автор десятков научных трудов по современной экономике, редактор онлайн-журнала Baltic Course.

## Биография
Родилась в обычной семье в Риге. Отец Андрей Андреевич Толкач прошёл Великую Отечественную войну, получил инвалидность после тяжёлого ранения. Мама Мария Степановна Толкач (Скуратовская) работала в Доме офицеров Прибалтийского военного округа.
Ольга хорошо училась и совмещала учёбу в 17 Рижской средней школе с музыкальной школой, которую закончила в 13 лет.
Семья жила трудно, поэтому после получения аттестата зрелости девушка поступила на заочное отделение экономического факультета ЛГУ, чтобы иметь возможность работать, и устроилась испытателем на Рижский завод полупроводниковых приборов (позднее «Альфа»). Проявила себя как активная общественница и в 1971 году была направлена на учёбу в Высшую школу профсоюзного движения ВЦСПС (Москва), получив в 1975 году диплом экономиста по труду.
Во время учёбы в Москве познакомилась с аспирантом ВШПД Владимиром Петровичем Павуком и в 1973 году вышла за него замуж, приняв фамилию супруга.
После завершения учёбы в 1975 году семья переехала в Ригу, где по распределению Ольга Павук начала работать в Республиканском комитете профсоюза медицинских работников в отделе финансов. В. П. Павук с 1975 года работал в Институте экономики АН Латвии, старшим научным сотрудником, а после защиты диссертации в 1977 году — ведущим научным сотрудником и ученым секретарем Научного совета.
В 1977 году в семье родился сын Пётр, а в 1980-м дочь Ольга. Шесть лет Ольга Андреевна занималась воспитанием детей.
В 1983 году она поступила в заочную аспирантуру Института экономики АН Латвии и начала работать в этом институте в отделе политэкономии, руководимом директором института И. Х. Киртовским. Он же стал научным руководителем диссертации.
Тема научного исследования — «Самоуправление трудового коллектива» — была продиктована веяниями того времени, когда многие предприятия развивали хозрасчет, хозяйственную самостоятельность подразделений, оплату труда по коэффициенту трудового участия (КТУ), а затем началось движение выборных директоров предприятий, позволявшее выдвинуть в руководство наиболее инициативных и талантливых людей.
Диссертацию на соискание учёной степени кандидата экономических наук по специальности «Экономическая теория» О. А. Павук защитила в 1990 году в Институте экономики АН СССР (директор — академик Л.И. Абалкин).
В том же 1990 году её муж Владимир Петрович неожиданно скончался от обширного инфаркта. Ольга Андреевна осталась с двумя детьми на руках и практически без средств к существованию, так как финансирование науки и образование вскоре было практически прекращено, а сам Институт экономики в 1991 году расформирован.
В 1991 году, после восстановления независимости Латвийской Республики, О. А. Павук прошла процедуру нострификации в Ученом совете Латвийского университета и получила ученую степень доктора экономики (Dr.oec).
В том же году она получила приглашение в Рижский институт гражданской авиации (РКИИГА, затем Рижский авиационный университет) на должность доцента на кафедре экономики, где проработала до 1995 года.
Бурное развитие предпринимательства в начале 1990-х годов потребовало распространения экономических знаний среди людей, ранее никак с экономикой не связанных, но деловых. Появились различные учебные программы на эту тему, спрос на консультационные услуги — и предложения сотрудничества в адрес доктора экономики О. А. Павук со стороны фирмы Agris SL, руководимой Григорием Зубаревым, затем с отделом ценных бумаг корпорации Grata, консалтинговой фирмой «Экондата» (директор Ольга Лукашина).
Оттуда начался путь в бизнес-журналистику: сначала в деловой газете «Экспресс» (главный редактор Андрей Воронцов), а с 1992 года в газете «Бизнес & Балтия» (главный редактор—учредитель «Экондата» и бывший преподаватель РКИИГА, доктор экономики Владимир Гуров).
Начав работать как рядовой журналист, с экспертизой в экономике и финансах, Ольга Андреевна скоро возглавила отдел финансов и банков, а затем стала заместителем главного редактора, членом редколлегии. В этой же газете трудился её научный руководитель И. Х. Киртовский, коллеги по науке О. В. Лукашина, О.Божко.
Первые шаги в самостоятельной жизни здесь сделали как репортёры и дети Ольги Андреевны, Пётр и Ольга. Для редакции того времени была характерна атмосфера творчества, товарищества и взаимовыручки, здоровая конкуренция за самую интересную тему.
Ольга Павук проявила себя в жанре журналистского расследования, аналитике, интервью, подготовив серию материалов о первых латвийских холдинговых компаниях, приватизации, открыв для латвийского общества судьбы выдающихся предпринимателей. Под её руководством выросла плеяда молодых журналистов: Наталья Бардовская, Сергей Бардовский, Лев Файнвейц, Егор Ерохомович и другие.
В августе 1998 года Ольгу Андреевну пригласили консультантом в шведское издательство Bonnier, готовившее выпуск самого влиятельного латышского делового ежедневника Dienas bizness на русском языке. Однако в связи с российским кризисом через три месяца руководство Bonnier отказалось от русского проекта в Латвии.
В конце 1998 года главный редактор и издатель журнала «Балтийский курс», звезда латышской журналистики Янис Домбурс пригласил Ольгу Павук на работу своим заместителем.
В 2000 году журнал был продан Издательскому дому Preses nams, Павук перешла на должность главного редактора.
В 2003 году она стала соучредителем фирмы Cordex Media. Взяв кредит, фирма выкупила журнал Балтийский курс/The Baltic Course у прежнего издателя, а после погашения кредита О. Павук стала единственным владельцем фирмы, оставаясь главным редактором журнала.
В 2007 году было принято решение отказаться от выпуска печатной версии журнала, и с января 2008 года выходит онлайн-журнал Baltic-course.com, предлагающий новости и аналитические материалы о деловой среде в Балтийском регионе.
Ольга Андреевна Павук является его вдохновителем и главным редактором.

## Преподавательская деятельность
С 1995 по 2001 гг. — доцент Высшей школы экономики и культуры, с 2001 года доцент Балтийского русского института, затем ассоциированный профессор.
Курсы лекций и семинаров в магистратуре БМА:
- Управление в макроэкономической среде;
- Законодательство коммерческой деятельности;
- Экономическая теория (для подготовительного отделения).

Курс лекций и семинаров в докторантуре БМА:
- Экономическая интеграция и проблемы глобализации.

## Список основных публикаций с 2014 по 2018 гг
2018
O.Pavuk. Paradoxes in the labor market of the 21st century: analysis of the microbusiness in Latvia. Technology audit and production reserves — № 1/5(39), 2018, P.51-55. Indexed: EBSCO
2017
O.Pavuk, M. Šalajeva. Overcoming the depressiveness of the resort city of Jurmala by creating a tourist and recreational zone in the region. Технологический аудит и резервы производства — № 6/5 (38), 2017. P. 15-20. Indexed: EBSCO
Pavuk Olga. Comparison of port activities of the East Coast of the Baltic Sea: 1996—2016. Технологічний аудит та резерви виробництва — № 4/5(36), 2017. — p. 12-16. Indexed: EBSCO.
Байков О., Павук О. Ринок фінансів в умовах глобалізації: досвід економіко-правового аналізу. Облік i фінанси. № 1(75)’ 2017. — c. 120—131. Indexed: EBSCOhost, Index Copernicus.
Байков А. М., Павук О. А. Экономический анализ права. / Економіко-правові дослідження: міждисциплінарна взаємодія : зб. матеріалів ІІ Міжнар. наук.-практ. конф. (10-11 квітня 2017 р.)— Х., 2017— c. 11-20.
Павук О., Шалаева М. СЭЗ как экономический инструмент в развитии медицинского туризма на примере города Юрмалы. / Економіко-правові дослідження: міждисциплінарна взаємодія : зб. матеріалів ІІ Міжнар. наук.-практ. конф. (10-11 квітня 2017 р.)— Х., 2017— c. 64-70.
О. Павук, А. Байков. Международное право и рынок финансов в условиях глобализации. Baltic-Course.com. 09.03.2017.
О. Павук. Почему снижается приток в Ригу иностранных инвестиций. Baltic-Course.com. 22.02.2017.
О. Павук. Нужны ли Риге мегапроекты? Baltic-Course.com. 22.02.2017.
О. Павук. Что ждет пенсионную экономику в странах Балтии. Baltic-Course.com. 19.01.2017.
2016
Olga Pavuk. What Will Happen to Retirement Economy in the Baltic States? Advances in Economics and Business Vol. 4(8), pp. 381—387. DOI: 10.13189/aeb.2016.040801, pp. 381—387. Indexed: EBSCO http://www.hrpub.org/download/20160730/AEB1-11806085.pdf EBSCO
Pavuk O. Non-residents in Latvian banks and their role in the economy. Conference proceedings I International Scientific conference «Strategic priority in the XXI century» (SP XXI 2016). 2016. P.53-55.
О. Павук. Тихая газовая революция в Центральной и Восточной Европе. Baltic-Course.com. 12.12.2016.
О. Павук. Иностранные инвестиции и их роль в экономике: тезисы к лекции. Baltic-Course.com. 08.11.2016.
О. Павук. Мировой рынок труда. Материалы к лекции. Baltic-Course.com. 15.11.2016.
О. Павук. Крупный бизнес в Литве и Эстонии более амбициозен, чем в Латвии. Baltic-Course.com. 03.11.2016.
О. Павук. Нерезиденты и «золотой век» латвийских банков. Baltic-Course.com. 10.05.2016.
О. Павук. Латвийские банки: что впереди? Baltic-Course.com. 10.05.2016.
2015
О. Pavuk, М. Shalaeva. Creation of tourist and recreational zone in Latvia as a way of development of the region. /Collective monography. A New Role of Marketing and Communication Technologies in Business and Society. Local and global aspects / Ed. by Y. S. Larina, O. O. Romanenko. USA, St. Louis, Missouri: Publishing House Science and Innovation Center, Ltd., 2015, pp. 528–544. Indexed: EBSCO
О. Павук, М. Шалаева. Business activity of the resort city of Jurmala and the preconditions for the creation of tourist and recreational zone in Latvia./Collective monography. Innovative technologies in tourism, hotel and restaurant business: global and local aspects / Ed. by U. I. Tereshenko. Publishing House Science and Innovation Center, St. Louis, Missouri, USA, 2015. Indexed: EBSCO
O. Pavuk. The Baltic States and Social Integration. Baltic Rim Economies Review/University of Turku.Turku School of Economics Pan European Institute/ Issue # 4/ October −2015. Finland.
О. Павук. Роль прямых иностранных инвестиций в экономике Юрмалы. Proceedings I International Scientific e-Conference «Multidisciplinary Academic Research and Global Innovation: The Humanities and Social Ssiences» (MARGIHSS 2015) 10-11 September 2015, Kyiv, Ukraine, pp. 92–95. (2015).
О. Павук. Расширение сфер применения специальных экономических зон.: ІІ Міжнародна науково-практична конференція «Управлінські науки в сучасному світі» 10-11 грудня 2015 року. Київський національний лінгвістичний університет та інші. https://web.archive.org/web/20171022194842/https://econconf.com/
О. Павук. СЭЗ в Латвии набирают обороты. Материалы международного круглого стола-семинара. Балтийская международная академия. Рига. 20.05.2015. 7 с. Baltic-Course.com. 20.05.2015.
2014
Н.Молденхауэр, О. Павук. Дисбаланс экономики Латвии. Transformācijas process tiesības? Reģionālajā ekonomikā un ekonomiskajā politika: ekonomiski-politisko un tiesisko attiecību aktuālas problēmas. 2013. Gada 10. decembra II Starptautiskās zinātniski praktiskās konferences rakstu krajums. — Rīga: Baltijas Starptautiskā akadēmija, 2014. — 402 с. С.234—240.
Павук О. А. 10 лет в ЕС: обороты и прибыли латвийских предприятий. Міжнародна стратегія економічного розвитку регіону: матеріали V Міжнародної науково-практичної конференції, м. Суми, 27 листопада 2014 року. — Суми : СумДУ, 2014. — с. 67-70.
Павук О. Исследование деятельности микропредприятий в Латвии в контексте борьбы с безработицей. // Technology Audit and Production Reserves. — 2014. — Vol. 4, No 2 (18). C. 32-36. Indexed: EBSCO, Index Copernicus, Ulrich’s Periodicals Directory, BASE, РИНЦ и др.
Pavuk. O. Retirement economy within the context of problems of demography and the labour market in the Baltic States. Economic Science for Rural Development, No. 36, pp. 110–117. Indexed: EBSCO, AGRIS и др.
О. Павук. Современные тенденции на рынке масс-медиа. Baltic-Course.com. 15.05.2014.
О. Павук. Роль микробизнеса в экономике Латвии и ЕС. Baltic-Course.com. 21.10. 2014.
О. Павук. Арнис Саука против Фридриха Шнайдера: оценка теневой экономики в Балтийских странах. Baltic-Course.com. 09.10.2014.

## Научная и общественная деятельность
• Член редакционной коллегии Международного электронного научного журнала «Economic Processes Management»
• Редактор коллективной монографии. Collective monography. Innovative technologies in tourism, hotel and restaurant business: global and local aspects / Ed. by U. I. Tereshenko. Publishing House Science and Innovation Center, St. Louis, Missouri, USA, 2015. EBSCO
• Член редколлегии сборника: Proceedings I International Scientific e-Conference «Multidisciplinary Academic Research and Global Innovation: The Humanities and Social Ssiences» (MARGIHSS 2015) 10-11 September 2015, Kyiv, Ukraine.
• Член редколлегии сборника: Conference Proceedings І International Scientific Conference «Strategicpriority in the XXI century» (SP XXI 2016). Kyiv, Ukraine.
• Член редколлегии: Збірник матеріалів ІІ Міжнародної науково-практичної конференції «ЕКОНОМІКО-ПРАВОВІ ДОСЛІДЖЕННЯ: МІЖДИСЦИПЛІНАРНА ВЗАЄМОДІЯ» (ELWRMC). 10-11 квітня 2017 року. м. Харків, Україна. Редакційна колегія
• Издатель и главный редактор международного интернет-журнала для деловых людей Baltiс-Course.com
• Модератор и организатор Международных круглых столов-семинаров. БМА. Рига. 2006—2017.
• Редактор электронного сборника «Материалы международных круглых столов. 2010—2015», доступен на сайтах БМА и Baltic-Course.com
• Редактор и составитель электронного сборника «Материалы международных круглых столов-семинаров. БМА-The Baltic-Course. Рига, 2008—2010».
• Член Diplomatic Economic Club. Рига.

## Награды
- 2006 — Диплом за информационную поддержку X Экономического форума, Санкт-Петербург.
- 2010 — Награда Союза журналистов «За распространение деловой информации о Латвии за её пределами».
- 2012 — премия «Янтарное перо» Посольства Российской Федерации в Латвии.